# Lista de estados do México por IDH

Mapa das entidades federativas mexicanas por IDH em 2012 (publicado em 2015).
Legenda:
0.800 – 1.000 (Muito alto)
0.750 - 0.799 (Alto)
0.700 - 0.749 (Alto)
0.600 - 0.699 (Médio)
0.000 - 0.599 (Baixo)

A seguinte lista ordena as entidades federativas da República Mexicana segundo o Índice de Desenvolvimento Humano publicado pela Organização das Nações Unidas em 2010.

## Lista
| Posição | Entidade federativa | IDH 2010 | País Comparável (IDH 2011) | IDH 2008 | Variação referente a 2008 |
| ------- | ------------------- | -------- | -------------------------- | -------- | ------------------------- |
| —       | Cidade do México    | 0.8307   | Catar                      | 0.8272   | 0.0035                    |
| 1° (1)  | Nuevo León          | 0.7900   | Barbados                   | 0.7847   | 0.0053                    |
| 2° (1)  | Baja California Sur | 0.7851   | Uruguai                    | 0.7904   | 0.0053                    |
| 3° (1)  | Baja California     | 0.7717   | Bahamas                    | 0.7697   | 0.002                     |
| 4° (1)  | Sonora              | 0.7669   | Sérvia                     | 0.7720   | 0.0051                    |
| 5° (1)  | Coahuila            | 0.7634   | Malásia                    | 0.7553   | 0.0081                    |
| 6° (1)  | Colima              | 0.7567   | Bielorrússia               | 0.7590   | 0.0023                    |
| 7° (5)  | Aguascalientes      | 0.7521   | Rússia                     | 0.7483   | 0.0038                    |
| 8° (1)  | Sinaloa             | 0.7504   | Granada                    | 0.7528   | 0.0024                    |
| 9° (1)  | Quintana Roo        | 0.7488   | Granada                    | 0.7506   | 0.0018                    |
| 10° (2) | Tamaulipas          | 0.7475   | Granada                    | 0.7529   | 0.0054                    |
| 11°     | Querétaro           | 0.7471   | Granada                    | 0.7493   | 0.0022                    |
| 12° (1) | Morelos             | 0.7449   | Costa Rica                 | 0.7445   | 0.0004                    |
| 13° (2) | México              | 0.7434   | Costa Rica                 | 0.7383   | 0.0051                    |
| 14°     | Jalisco             | 0.7434   | Costa Rica                 | 0.7393   | 0.0041                    |
| 15° (1) | Nayarit             | 0.7425   | Líbano                     | 0.7315   | 0.011                     |
| 16° (9) | Chihuahua           | 0.7402   | Líbano                     | 0.7535   | 0.0133                    |
| —       | México              | 0.7390   | Líbano                     | 0.7364   | 0.0026                    |
| 17°     | Campeche            | 0.7291   | Ucrânia                    | 0.7281   | 0.001                     |
| 18°     | Tabasco             | 0.7260   | Peru                       | 0.7242   | 0.0018                    |
| 19°     | Yucatán             | 0.7230   | Santa Lúcia                | 0.7227   | 0.0003                    |
| 20°     | Durango             | 0.7193   | Brasil                     | 0.7180   | 0.0013                    |
| 21°     | Tlaxcala            | 0.7162   | Armênia                    | 0.7159   | 0.0003                    |
| 22°     | San Luis Potosí     | 0.7144   | Armênia                    | 0.7109   | 0.0035                    |
| 23°     | Hidalgo             | 0.7124   | Colômbia                   | 0.7073   | 0.0051                    |
| 24° (3) | Puebla              | 0.7060   | Omã                        | 0.6977   | 0.0083                    |
| 25°     | Guanajuato          | 0.7059   | Omã                        | 0.7041   | 0.0018                    |
| 26° (2) | Zacatecas           | 0.7057   | Omã                        | 0.7057   | Estável                   |
| 27° (1) | Veracruz            | 0.6997   | Belize                     | 0.6985   | 0.0012                    |
| 28°     | Michoacán           | 0.6958   | República Dominicana       | 0.6873   | 0.0085                    |
| 29°     | Guerrero            | 0.6733   | El Salvador                | 0.6677   | 0.0056                    |
| 30°     | Oaxaca              | 0.6663   | Paraguai                   | 0.6675   | 0.0012                    |
| 31°     | Chiapas             | 0.6468   | Filipinas                  | 0.6460   | 0.0008                    |